# Anoplodactylus monotrema
Anoplodactylus monotrema is een zeespin uit de familie Phoxichilidiidae. De soort behoort tot het geslacht Anoplodactylus. Anoplodactylus monotrema werd in 1979 voor het eerst wetenschappelijk beschreven door Stock. 